# 维克斯-贝蒂埃机枪
维克斯-贝蒂埃（VB）式轻机枪是维克斯-阿姆斯特朗公司二战前根据一款法国设计制成的轻机枪。 1925年英国维克斯公司取得了生产许可，用来代替路易士机枪。也用来取代同公司的水冷式维克斯机枪。它和布伦轻机枪用了很相似的导气倾斜枪机，有可更换枪管。1933年为英屬印度陆军采用。

## 流行文化

### 電子遊戲
- 2021年—《應徵入伍》